# Breitrüssler
Die Breitrüssler (Anthribidae) sind eine Familie innerhalb der Überfamilie Curculionoidea. Sie umfasst 3860 Arten in 371 Gattungen (Stand: 2004). Ihr Verbreitungsschwerpunkt liegt in den Tropen, wo noch zahlreiche unbeschriebene Arten vermutet werden. In Europa sind etwa 60 Arten nachgewiesen.

## Merkmale
Es handelt sich um kleine bis mittelgroße Käfer von etwa 1 bis ca. 35 Millimeter Körperlänge. Die Fühler können mit bis zu 90 Millimetern deutlich länger sein. Die Familie hat ihren Namen nach der Gestalt des Rüssels (Rostrum). Dieser ist fast immer kurz, aber dabei breit, oft von Kopfbreite. Es resultiert eine abgeflachte „brettförmige“ Gestalt des Rüssels. Bei nicht wenigen Arten ist der Rüssel so stark verkürzt, dass er leicht übersehen werden kann (vor allem bei der Unterfamilie Choraginae). Als altertümliches (plesiomorphes) Merkmal besitzen die Breitrüssler ein freies Labrum, dieses Merkmal haben sie innerhalb der Überfamilie nur mit der Familie Nemonychidae gemeinsam. Von den Nemonychidae sind sie u. a. am Fehlen von Spornen an den Schienen (Tibien) der Beine unterscheidbar. Die Breitrüssler gehören zu den ursprünglicheren Familien der Überfamilie mit geraden, nicht geknieten Fühlern („Orthoceri“), das heißt, die Geißel der Antenne sitzt am Schaftglied in gerader Verlängerung und nicht gewinkelt an. Wie bei den meisten Rüsselkäfern, trägt die Antenne am Ende eine dreigliedrige Keule aus drei verbreiterten Fühlergliedern. Sie kann an der Rüsseloberseite (Choraginae) oder seitlich (Anthribinae) eingelenkt sein. Bei außereuropäischen Gattungen kommen Arten mit extrem verlängerten Antennen vor, die vor allem bei den Männchen mehrfach körperlang sein können. Diese Arten erinnern dann in der Gestalt an Bockkäfer (Cerambycidae).
Die Breitrüssler sind in der Regel hart sklerotisierte, „gepanzert“ wirkende Käfer. Wie bei den meisten Rüsselkäfern besitzen die Flügeldecken (Elytren) innen eine zweite Kante, so dass sie im geschlossenen Zustand besonders fest mit dem Rumpf verbunden sind. Der Körper ist meist dunkelbraun oder schwarz gefärbt, selten auch grünlich, er trägt aber bei vielen Arten eine auffallende Zeichnung aus hell gefärbten Haaren oder Schuppen. In den Tropen kommen allerdings auch leuchtend farbige Arten vor. Der Halsschild (Pronotum) trägt in der Regel drei Kiele (ein basaler querer Kiel und zwei seitliche Längskiele). Die Flügeldecken tragen Punktreihen oder Punktstreifen, die aber durch Behaarung oder Beschuppung verdeckt sein können. Neben dem Schildchen sitzt in der Regel ein zusätzlicher, verkürzter Streifen, bei der Unterfamilie Urodontinae ist das Schildchen verdeckt und in Ruhelage nicht sichtbar. Die Flügeldecken sind fast immer etwas verkürzt und lassen das letzte Tergit als Pygidium frei.

## Larven
Die Larven der Breitrüssler besitzen die typische Gestalt von Rüsselkäferlarven. Diese sind kurze, madenähnliche, etwas eingekrümmte Tiere, die meist mit Ausnahme der Kopfkapsel kaum oder gar nicht sklerotisiert sind. Sie tragen in der Regel keine Beine, bei einigen Arten der Breitrüssler kommen allerdings (als plesiomorphes Merkmal) Larven mit stummelförmigen, zweigliedrigen Beinen ohne Kralle am Ende vor. Der Körper ist in der Regel einheitlich weiß, die Kopfkapsel gelb oder hellbraun gefärbt. Er ist am Rumpf mit zahlreichen feinen Borsten bedeckt, der übrige Körper ist kaum beborstet. Charakteristisch für die Familie ist eine Reihe aus vier Borstenpaaren auf dem Labrum (auch bei den Nemonychidenlarven ausgebildet). Die Breitrüsslerlarven tragen meist an den Seiten der Hinterleibssegmente oft fleischige, lappenförmige Auswüchse (Protuberanzen). Die Kopfkapsel trägt ein einzelnes, einlinsiges Larvenauge. Die Mundwerkzeuge sind nach unten gerichtet, am prominentesten sind die kurzen und robusten, zwei- oder dreizähnigen Mandibeln. Die Antennen sind sehr kurz und membranös, meist mit einem aufsitzenden Sinneskegel und mehreren Dornen oder starken Borsten.

## Lebensweise
Die Arten der Familie sind überwiegend an totes, teilweise zersetztes Holz gebunden. Weibchen legen ihre Eier mittels eines spezialisierten, sklerotisierten und gezähnten Ovipositors ins Innere des Holzes ab, sie nutzen dazu nicht, wie fast alle anderen Arten der Überfamilie, ihren Rüssel, um eine Eiablagenische auszufressen. Die Larven leben im Inneren der Holzmasse, in die sie Galerien und Gänge graben. Ernährungsbasis der Larven ist allerdings, soweit bekannt, nicht das Holz selbst, sondern holzabbauende Schlauchpilze (Ascomycota). Sie kommen nur an verpilztem Holz, in der Regel in fortgeschrittenem Stadium der Zersetzung, vor. Im Gegensatz zu zahlreichen holzbewohnenden und pilzfressenden (mycetophagen) Arten beimpfen die Breitrüssler das Holz nicht bei der Eiablage mit mitgebrachten Pilzen oder Pilzsporen, sie sind auf bereits vorhandene Pilze angewiesen. Soweit aus Darminhaltsanalysen bekannt, ernähren sich auch die adulten Käfer von Pilzen.
Abweichungen von dieser Lebensweise kommen in großer Zahl vor. Zahlreiche Choraginae leben an und von Pilzen, z. B. Pilz-Fruchtkörpern, ohne dass immer ein Bezug zu totem Holz bestehen muss. Die Arten der kleinen Unterfamilie Urodontinae entwickeln sich im Inneren von Samen (von Reseda-Arten, Kreuzblütlern, Schwertlilien und Gladiolen). Arten der Gattung Anthribus sind als Imagines und Larven Räuber von Schildläusen. Andere Arten leben in Flechten, in zersetzten Pflanzenrückständen oder in Farnstengeln.

## Verbreitung
Die Familie ist weltweit verbreitet. Die meisten Arten leben in den Tropen. Die Urodontinae sind auf die Paläarktis beschränkt (mit einem disjunkten Vorkommen in Südafrika).

## Ökonomische Bedeutung
Die holzbewohnenden Arten sind durch ihre Bevorzugung von stark zersetztem, verpilztem Holz als Materialschädlinge bedeutungslos.
Eine Art, der in dauerwarmen Breiten inzwischen kosmopolitisch verbreitete Kaffeebohnenrüssler Araecerus fasciculatus ist ein gefürchteter Vorratsschädling. Die Larve der Art lebt in Kaffee- und Kakaobohnen und dutzenden anderen pflanzlichen Vorräten.
Euciodes suturalis aus Australien lebt minierend in Stängeln von Knaulgras (Dactylis glomerata). Er gilt in Neuseeland, wohin er eingeschleppt wurde, als (relativ unbedeutender) landwirtschaftlicher Schädling.

## Taxonomie und Systematik
Wissenschaftliches Synonym für den Namen Anthribidae ist Choragidae (nomen rejectum).
Die Familie der Breitrüssler gehört zu den ursprünglichsten, basalen Linien der Überfamilie mit den meisten plesiomorphen Merkmalen. Es werden zwei mögliche Positionen im Stammbaum diskutiert. Entweder sind sie Schwestergruppe der Familie Nemonychidae, oder sie sind, nach der Abspaltung der Nemonychidae, Schwestergruppe aller übrigen Vertreter der Überfamilie. In molekularen Stammbäumen ist ihre Monophylie nicht in allen Fällen nachweisbar, oft erscheinen sie bezüglich der Nemonychidae paraphyletisch. Auch die Position der Unterfamilie Urodontinae ist danach ungeklärt. Eine tatsächliche Abweichung von den hier dargestellten Verwandtschaftsverhältnissen wird aber, vor allem aus Gründen der Morphologie, für eher unwahrscheinlich gehalten. Außerdem unterscheiden sich die Stammbäume wesentlich, je nachdem, welches Gen analysiert wird, z. B. zwischen 16s-rDNA und 18s-rDNA.
Die Familie wird in drei Unterfamilien gegliedert:
- Unterfamilie Anthribinae Billberg, 1820
- Unterfamilie Choraginae Kirby, 1819
- Unterfamilie Urodontinae Thomson, 1859

Die Position der Urodontinae war und ist traditionell in der Wissenschaft sehr umstritten. Zahlreiche frühere Bearbeiter fassten sie als Unterfamilie der Bruchinae aus der Familie der Blattkäfer (Chrysomelidae) auf, mit denen sie die allgemeine Körpergestalt und die Lebensweise gemeinsam haben. Später wurden sie verbreitet auch als eigenständige Familie Urodontidae aufgefasst.

## Arten in Europa
Im Folgenden eine Liste der Arten in Europa nach Unterfamilie gruppiert:
Unterfamilie Anthribinae:
- Allandrus fuscipennis
- Allandrus munieri
- Allandrus therondi
- Allandrus undulatus
- Anthribus fasciatus
- Anthribus nebulosus
- Anthribus scapularis
- Anthribus subroseus
- Dissoleucas niveirostris
- Enedreytes hilaris
- Enedreytes sepicola
- Eusphyrus vasconicus
- Gonotropis dorsalis
- Gonotropis gibbosa
- Noxius curtirostris
- Opanthribus tessellatus
- Phaenotheriolum espagnoli
- Phaenotherion fasciculatum
- Phaenotherion ganglbaueri
- Phaenotherion graecum
- Phaenotherion knirschi
- Phaenotherion pulszkyi
- Phaenotherion zellichi
- Phaeochrotes pudens
- Platyrhinus resinosus
- Platystomos albinus
- Pseudeuparius centromaculatus
- Rhaphitropis marchica
- Rhaphitropis oxyacanthae
- Sphinctotropis corsicus
- Trigonorhinus areolatus
- Tropideres albirostris
- Ulorhinus bilineatus

Unterfamilie Choraginae :
- Araecerus coffeae
- Araeocerodes grenieri
- Choragus aureolineatus
- Choragus horni
- Choragus rogei
- Choragus sheppardi
- Choragus theryi
- Pseudochoragus piceus

Unterfamilie Urodontinae:
- Bruchela albida
- Bruchela anatolica
- Bruchela angelovi
- Bruchela cana
- Bruchela carpetana
- Bruchela concolor
- Bruchela conformis
- Bruchela flavescens
- Bruchela korbi
- Bruchela musculus
- Bruchela orientalis
- Bruchela pygmaea
- Bruchela rufipes
- Bruchela schusteri
- Bruchela suturalis
- Bruchela testaceipes
- Cercomorphus abbreviatus
- Cercomorphus bicolor
- Cercomorphus duvalii
- Cercomorphus ragusae

## Weitere Arten (Auswahl)
- Euciodes suturalis

## Fossilbeleg
Der ältesten fossilen Breitrüssler stammen aus dem Jura der fossilen Lagerstätte Karatau (oder Qaratau) aus Kasachstan, die die ersten Rüsselkäferfunde überhaupt geliefert hat.